# Волчица (приток Сарьянки)
Волчица (латыш. Volčica, Volčīca, Volčicas upītе) или Сария (Сарийя; латыш. Sarija, Sarja, Volničas strauts) — река на востоке Латвии, почти на всём протяжении течёт по границе Краславского и Лудзенского краёв. Один из основных правобережных притоков верхнего течения Сарьянки.
Длина реки составляет 12 км (по другим данным — 13 км).
Начинается на северной окраине Эзерниекской волости к югу от высшей точки Латгальской возвышенности. Течёт преимущественно на юго-восток — восток. Впадает в Сарьянку на высоте 160 м над уровнем моря, между населёнными пунктами Лукнейца и Каннова.
В среднем течении сообщается с озерами Адамовас и Безлесъес.